# Zombies!!!
Zombies!!! ist ein Horror-Brettspiel von Todd Breitenstein, welches im Jahr 2001 auf Englisch erschien. Seit 2005 wird es auf Deutsch von Pegasus Spiele herausgegeben.

## Spielbeschreibung und Inhalt
Eine Stadt wird von Zombies überrannt, die einzige Fluchtmöglichkeit für die wenigen Überlebenden ist ein Hubschrauber. Aufgabe der Spieler ist es, ihre Spielfigur als erster an den Zombiehorden vorbei zum Hubschrauberlandeplatz und damit in Sicherheit zu bringen oder alternativ als erster 25 Zombies zu erledigen.
Das Spielmaterial des Grundspiels umfasst 30 Stadtplan-Karten (unterteilt in je 9 Felder), 50 Ereigniskarten, 6 Spielfiguren, 100 Zombiefiguren, 30 Lebensmarker, 60 Munitionsmarker und 2 Würfel. Die Erweiterungen fügen dem Grundspiel jeweils weiteres Material hinzu, etwa neue Figuren, Stadtplan-Teile oder Ereigniskarten.

## Spielablauf
Zu Beginn erhält jeder Spieler eine Spielfigur, jeweils drei Lebens- und Munitionsmarker sowie drei Ereigniskarten auf die Hand. Das Stadtzentrum wird offen ausgelegt, von dort starten die Spielfiguren. Die weitere Stadt wird erst im Verlauf des Spiels durch Auslegen neuer Stadtplan-Teile gebildet, ähnlich wie bei Carcassonne. Dazu werden die Stadtplan-Karten ohne Hubschrauberlandeplatz gemischt und als verdeckter Stapel bereitgestellt; der rettende Hubschrauberlandeplatz wird unter den Stapel gelegt.
Gespielt wird reihum. Ist ein Spieler am Zug, nimmt er eine Stadtplan-Karte und legt sie passend an die bisher ausliegende Stadt an. Mit jedem neuen Stadtteil kommen auch weitere Zombiefiguren ins Spiel. Manche Stadtkarten enthalten zudem besondere Gebäude, wo der Spieler neue Munitions- und Lebensmarken erbeuten kann.
Im weiteren Verlauf des Spielzugs wird die Spielfigur eine ausgewürfelte Anzahl an Feldern bewegt und muss Kämpfe mit Zombies bestreiten. Die Kämpfe werden ebenfalls ausgewürfelt, wobei die Munitionsmarker genutzt werden können, um einen schlechten Wurf zu verbessern. Die Lebensmarker repräsentieren die verbleibende Lebenskraft der Figur: verliert ein Spieler alle Lebensmarker, „stirbt“ seine Spielfigur und startet wieder im Stadtzentrum; der Spieler muss außerdem alle Waffenkarten und die Hälfte seiner besiegten Zombiefiguren abgeben.
Am Ende seines Zuges bewegt ein Spieler stets eine ausgewürfelte Zahl an beliebigen Zombies und kann so beispielsweise seiner Figur den eigenen Weg freimachen oder andere Spielfiguren einkesseln.
Die Ereigniskarten haben mitunter spielentscheidende Wirkungen: manche modifizieren den Kampf- oder Bewegungswert der eigenen Figur, andere geben zusätzliche Munitions- oder Lebensmarker, erzeugen neue Zombies oder behindern die Figur eines Mitspielers. Pro Runde kann ein Spieler eine Ereigniskarte spielen oder abwerfen, die Kartenhand wird stets wieder auf drei ergänzt.
Das Spiel endet, wenn eine Spielfigur den Hubschrauberlandeplatz erreicht und von Zombies befreit oder ein Spieler 25 Zombiefiguren gesammelt hat.

## Geschichte
Todd Breitenstein arbeitete für die Abteilung Journeyman Press der United States Playing Card Company als er sein Spiel entwickelte und brachte es dann 2001 auf Englisch bei Journeyman Press heraus. Kurz nach der Veröffentlichung wurde Journeyman Press aufgelöst und Todd und seine Frau Kerry Breitenstein kauften die Rechte an Zombies!!! beim Mutterunternehmen United States Playing Card Company auf und gründeten am 20. Januar 2002 den Spieleverlag Twilight Creations um Zombies!!!, Erweiterungen und andere Horror- und Partyspiele herauszubringen.
Mittlerweile brachten Twilight Creations zehn Erweiterungen heraus, wobei Zombies!!! 4 und Zombies!!! 11 eigenständig spielbar sind. 2006 erschien eine überarbeitete Version mit veränderten Regeln und neuem Artwork als Second Edition. Die deutsche Version erschien 2005, die überarbeitete Second Edition 2009 bei Pegasus Spiele. Edge Entertainment brachte eine spanische und eine französische Version heraus.
Im Januar 2014 wurde auf der Crowdfunding-Plattform Kickstarter eine Kampagne für den 13. Teil gestartet, der Zombies!!! 13: DEFCON Z heißen sollte. Dieser sollte der erste Teil sein, bei dem Nutzer und Fans eigene Inhalte mit einbringen können. Der geplante Veröffentlichungszeitraum war September 2014 und wurde eingehalten.

## Veröffentlichungen
Neben dem Grundspiel sind bisher achtzehn Erweiterungen erschienen; Autoren sind jeweils Todd und Kerry Breitenstein. 2006 wurde das Regelwerk für eine Second Edition bzw. Director's Cut überarbeitet und mit neuem Artwork herausgegeben. 2014 wurde eine weitere Third Edition veröffentlicht, die neue Szenarios und eine kooperativere Spielweise hinzufügt.
| Jahr | Englischer Titel                          | Deutscher Titel                              | Anmerkungen                                                                            |
| ---- | ----------------------------------------- | -------------------------------------------- | -------------------------------------------------------------------------------------- |
| 2001 | Zombies!!!                                | Zombies!!! (2005)                            | Hauptspiel, auch als Second Edition verfügbar                                          |
| 2002 | Zombies!!! 2: Zombie Corps(e)             | Zombies!!! 2: Zombie-Korps (2006)            | Erweiterung, auch als Second Edition verfügbar                                         |
| 2003 | Zombies!!! 3: Mall Walkers                | Zombies!!! 3: Konsumleichen (2006)           | Erweiterung, auch als Second Edition verfügbar                                         |
| 2003 | Zombies!!! 3.5: Not dead yet!             | Zombies!!! 3.5: Noch lange nicht tot! (2008) | Erweiterung                                                                            |
| 2004 | Zombies!!! 4: The End...                  | Zombies!!! 4: Höllenhunde (2007)             | Eigenständiges Spiel, auch als Erweiterung spielbar, auch als Second Edition verfügbar |
| 2006 | Zombies!!! 5: School’s Out Forever!       | Zombies!!! 5: Totencampus (2007)             | Erweiterung, auch als Second Edition verfügbar                                         |
| 2007 | Zombies!!! 6: Six Feet Under              | Zombies!!! 6: Canale Mortale (2010)          | Erweiterung                                                                            |
| 2007 | Zombies!!! 6.66: Fill in the _______!!!   |                                              | Erweiterung                                                                            |
| 2008 | Zombies!!! 7: Send in the Clowns!         | Zombies!!! 7: Manege frei! (2010)            | Erweiterung                                                                            |
| 2009 | Zombies!!! 8: Jailbreak!                  | Zombies!!! 8: Todesurteil (2011)             | Erweiterung                                                                            |
| 2010 | Zombies!!! 9: Ashes to Ashes              | Zombies!!! 9: Asche zu Asche (2012)          | Erweiterung                                                                            |
| 2011 | Zombies!!! X: Feeding the Addiction       | Zombies!!! X: Suchtopfer (2013)              | Erweiterung                                                                            |
| 2012 | Zombies!!! 11: Death Inc.                 | Zombies!!! 11: Die Todes-AG (2013)           | Eigenständiges Spiel, auch als Erweiterung spielbar                                    |
| 2013 | Zombies!!! 12: Zombie-Zoo                 | Zombies!!! 12: Zombie-Zoo (2014)             | Erweiterung                                                                            |
| 2014 | Zombies!!! 13: DEFCON Z                   |                                              | Erweiterung                                                                            |
| 2015 | Zombies!!! 14: Space Bites!               |                                              | Erweiterung                                                                            |
| 2017 | Zombies!!! 15: Another One Bites the Dust |                                              | Erweiterung                                                                            |
| 2020 | Zombies!!!: Vegas                         |                                              | Erweiterung                                                                            |
| 2023 | Zombies!!!: Museum of Weird               |                                              | Erweiterung                                                                            |

### Spezialversionen
- 2015: Zombies!!! PG Edition (gewaltreduzierte Version des Hauptspiels)[6]
- 2017: Zombies!!! Ultimate Collector's Box (Sammlung mit Hauptspiel, Erweiterungen 2 bis 15, Deadtime Stories und Soundtrack-CD)
- 2022: Zombies!!! 20th Anniversary Edition (Jubiläumsedition des Hauptspiels mit hochwertigeren Spielelementen)

### Zubehör
Beim Grundspiel sind 100 Zombies vorhanden. Es gibt verschiedene Zusatzbeutel mit jeweils 100 Zombies.
- Bag o' Zombies!!! (männliche Zombies)
- Bag o' Zombie Babes!!! (weibliche Zombies)
- Bag o' Zombie Dogs!!! (Hunde-Zombies wie in Zombies!!! 4)

Weiter existieren Zusatzbeutel, bei denen die 100 Zombies schwach im Dunkeln leuchten:
- Bag o' Glowing Zombies!!! (männliche Zombies)
- Bag o' Glowing Zombie Babes!!! (weibliche Zombies)

### Ableger
- 2008: Humans!!!
  - 2010: Humans!!! 2 – Seafood
  - 2012: Humans!!! 3 – ZombieCon
  - 2015: Humans!!! 4 – Camp Zombie Lake
- 2009: Martians!!!
- 2012: Zombies!!! – The Card Game
- 2013: Bowling for Zombies!!!
- 2013: Zombies!!! – Roll Them Bones!
- 2014: Cthulhu!!! – Hastur la Vista, Baby
- 2014: Zombies!!! – Deadtime Stories
- 2015: Zombies!!! – Jr.
- 2018: Trampoline Zombies!!!